# Phytomyza arnicivora
Phytomyza arnicivora är en tvåvingeart som beskrevs av Sehgal 1971. Phytomyza arnicivora ingår i släktet Phytomyza och familjen minerarflugor.
Artens utbredningsområde är Alberta. Inga underarter finns listade i Catalogue of Life.